# Collio Goriziano Cabernet
Le Collio Goriziano Cabernet (ou Collio Cabernet) est un vin rouge italien de la région Frioul-Vénétie Julienne doté d'une appellation DOC depuis le 3 novembre 1989.
Seuls ont droit à la DOC les vins récoltés à l'intérieur de l'aire de production définie par le décret.

## Aire de production
Les vignobles autorisés se situent dans la province de Gorizia dans les communes et hameaux de Brazzano, Capriva del Friuli, Cormons - Plessiva, Dolegna del Collio, Farra d'Isonzo, Lucinico, Mossa, Oslavia, Ruttars et San Floriano del Collio.
Le Collio Goriziano Cabernet répond à un cahier des charges moins exigeant que le Collio Goriziano Cabernet riserva, essentiellement en relation avec le vieillissement.

## Caractéristiques organoleptiques
- Couleur : rouge rubis intense, tendant au rouge grenat avec le vieillissement
- Odeur : vineux, intense, épicé
- Saveur : sèche, tannique, harmonique, légèrement épicé

Le Collio Goriziano Cabernet se déguste à une température comprise entre 15 et 17 °C. Il se garde 2 à 4 ans.

## Association de plats conseillée
Les viandes rouges grillées

## Production
Province, saison, volume en hectolitres :
- Gorizia (1990-1991) : 7,42
- Gorizia (1991-1992) : 21,63
- Gorizia (1992-1993) : 16,28
- Gorizia (1993-1994) : 16,03
- Gorizia (1994-1995) : 7,99
- Gorizia (1995-1996) : 18,62
- Gorizia (1996-1997) : 60,8